# ×Elyleymus jamesensis
XElyleymus jamesensis là một loài thực vật có hoa trong họ Hòa thảo. Loài này được (Lepage) Barkworth miêu tả khoa học đầu tiên năm 1984.